# Matsubayashi-ryū
Matsubayashi-ryū (松林流?), conosciuto anche come: Matsubayashi Shōrin-ryū, è una scuola di Okinawa di karate Shōrin-ryū fondata da Shōshin Nagamine, (1907-1997) nel 1947. Nel suo insegnamento sono previsti: 18 Kata, 7 two-man yakusoku kumite, (combattimento prestabilito), routine e pratica kobudō (armi).
Il Matsubayashi-ryū è uno degli stili di karate tradizionale meglio documentati, a seguito del libro di Nagamine: L'essenza del Karate-dō okinawense  as well as Tales of the Masters.

## Kata
- Fukyugata Ichi
- Fukyugata Ni
- Pinan Shodan
- Pinan Nidan
- Pinan Sandan
- Pinan Yondan
- Pinan Godan
- Naihanchi Shodan
- Naihanchi Nidan
- Naihanchi Sandan
- Ananku
- Wankan
- Rōhai
- Wanshu
- Passai
- Gojūshiho
- Chintō
- Kusanku